# Tytus, Romek i A’Tomek księga XIV
Tytus, Romek i A’Tomek księga XIV – czternasty komiks z serii Tytus, Romek i A’Tomek o przygodach trzech przyjaciół Tytusa, Romka i A’Tomka. 
Autorem scenariusza i rysunków jest Henryk Jerzy Chmielewski. Album ten ukazał się w roku 1980 nakładem Młodzieżowej Agencji Wydawniczej. Komiks ten wydany jest w układzie poziomym. Potocznie księga ta ma opis - Nowe metody nauczania lub Tytus uczniem. 

## Fabuła komiksu
Tytusowi na głowie wyrasta fiołek. Romek i A’Tomek decydują aby go usunąć wraz z korzeniami poprzez wzmożoną naukę, w tym celu zaczynają dokształcanie Tytusa. Chłopcy dokształcają Tytusa z matematyki, geografii, biologii, z wuefu i z zajęć praktycznych. Po kilku dniach chłopcy organizują wszechprzedmiotową klasówkę, której Tytus nie zalicza, nie odpowiada nawet na jedno pytanie. Wobec tego chłopcy kontynuują proces edukacyjny. Podczas wagarów Tytus zajmuje miejsce w balonie meteorologicznym, z którym urywa się z uwięzi i leci gnany południowym wiatrem. Chłopcy ruszają na pomocy gwizdkolotem pojazdem skonstruowanym przez prof. T.Alenta. Po powrocie do domu chłopcy ponownie edukują Tytusa, lecz nie daje to żadnych efektów. Chłopcy ponownie zwracają się o pomoc do profesora. Ten usuwa z mózgu Tytusa wszystkie wiadomości i napełnia go od nowa wiedzą na poziomie uniwersyteckim. Tytus zostaje wielką znakomitością świata nauki lecz zaczyna tęsknić do dawnego życia. I pod osłoną nocy, po kryjomu, ponownie odzerowuje sobie mózg do poziomu ciut-ciut wyższego od A’Tomka.

## Gwizdkolot
Gwizdkolot wyglądem przypomina gwizdek, napęd bierze z małego harcerskiego gwizdka. Jest to pojazd ponadgwizdowy, leci szybciej od własnego gwizdu.

## Wydania
- wydanie I 1980 - Młodzieżowa Agencja Wydawnicza, nakład: 150 000 egzemplarzy
- wydanie II 1984 - Młodzieżowa Agencja Wydawnicza, nakład: 300 000 egzemplarzy
- wydanie III 1989 - Młodzieżowa Agencja Wydawnicza, nakład: 300 000 egzemplarzy
- wydanie IV 2005 - Prószyński i S-ka, nakład: 15 000 egzemplarzy
- wydanie V (wydanie zbiorowe jako Złota księga przygód VIII) 2008 - Prószyński i S-ka, nakład: 4 000 egzemplarzy
- wydanie VI 2009 - Prószyński Media